# Ballaghaderreen
Ballaghaderreen (irl. Bealach an Doirín) – miasto w Irlandii, w hrabstwie Roscommon, w prowincji Connacht. W mieście znajduje się dziewiętnastowieczna katedra należąca do diecezji Achonry. W 2006 roku zamieszkiwane było przez 1720, a w 2011 przez 1822 osoby.

## Transport
Miejscowość jest położona przy drodze N5 oraz na trasie linii autobusowych 22 z Dublina do Balliny i 460 z Sligo do Castlerei. W piątki trasa linii 429 z Galway do Castlerei jest przedłużana do Ballaghaderreen.
W latach 1874–1963 znajdowała się w niej stacja kolejowa.